# Stazione di Rocca d'Evandro-San Vittore
La stazione di Rocca d'Evandro-San Vittore è una stazione ferroviaria posta sulla linea Roma-Napoli via Cassino, e origine della linea per Venafro. È gestita da RFI, ed essendo situata nel Lazio, in comune di San Vittore del Lazio, ma vicinissima al confine con la Campania, è stata costruita per servire la città campana di Rocca d'Evandro e quella laziale di San Vittore del Lazio.

## Storia
La stazione è stata inaugurata nel 1863, in occasione dell'apertura del tronco Ceprano-Tora.
Il 10 giugno 2001 venne attivata la diramazione per Venafro, facendo così cambiare i percorsi dei treni che dal Molise raggiungevano Roma.
Dall'originaria tratta Campobasso-Venafro-Vairano-Cassino-Roma si è passati alla Campobasso-Venafro-Rocca d'Evandro-Cassino-Roma con un risparmio di 28 chilometri e di circa 3/4 d'ora sulla percorrenza.